# ABC da Greve
ABC da Greve è un documentario brasiliano del 1990 diretto da Leon Hirszman.

## Trama
Il documentario accompagna l'effervescenza del movimento sindacale dei lavoratori nelle grandi fabbriche automobilistiche transnazionali istituite nell'ABC di San Paolo alla fine degli anni '70.
Girato a 16 mm, il film registra la mobilitazione di questi metalmeccanici nella loro lotta per migliori salari e migliori condizioni di vita, che ha provocato i primi scioperi in Brasile dal 1968 e un movimento popolare che ha preceduto l'amnistia politica e la ri-democratizzazione del Paese.

## Riconoscimenti
1991 - Festival de Brasília
- selezione ufficiale del festival.